# Tadeusz Biesiekierski
Tadeusz Pomian Biesiekierski (ur. 4 czerwca 1921 w Płocku, zm. 29 stycznia 2013 we Wrocławiu) – polski architekt.

## Życiorys
W 1950 ukończył studia na Wydziale Architektury Politechniki Wrocławskiej i pozostał na uczelni, jako starszy asystent prof. Andrzeja Frydeckiego w Katedrze Architektury. W 1954 został adiunktem w Katedrze Budownictwa Wiejskiego, w 1966 otrzymał tytuł doktora nauk technicznych. Od 1971 zajmował stanowisko kierownika Zakładu Architektury i Planowania Przestrzennego Wsi w Instytucie Architektury i Urbanistyki, w 1982 został docentem, a od 1987 do 1990 prodziekanem Wydziału Architektury. W 1991 Tadeusz Biesiekierski przeszedł na emeryturę, podczas pracy zawodowej był promotorem ponad pięćdziesięciu prac magisterskich i doktorskich.
Ponadto Tadeusz Biesiekierski był aktywnym działaczem społecznym, przez dwie kadencje był wrocławskim radnym.
Został pochowany na Cmentarzu Świętej Rodziny we Wrocławiu.

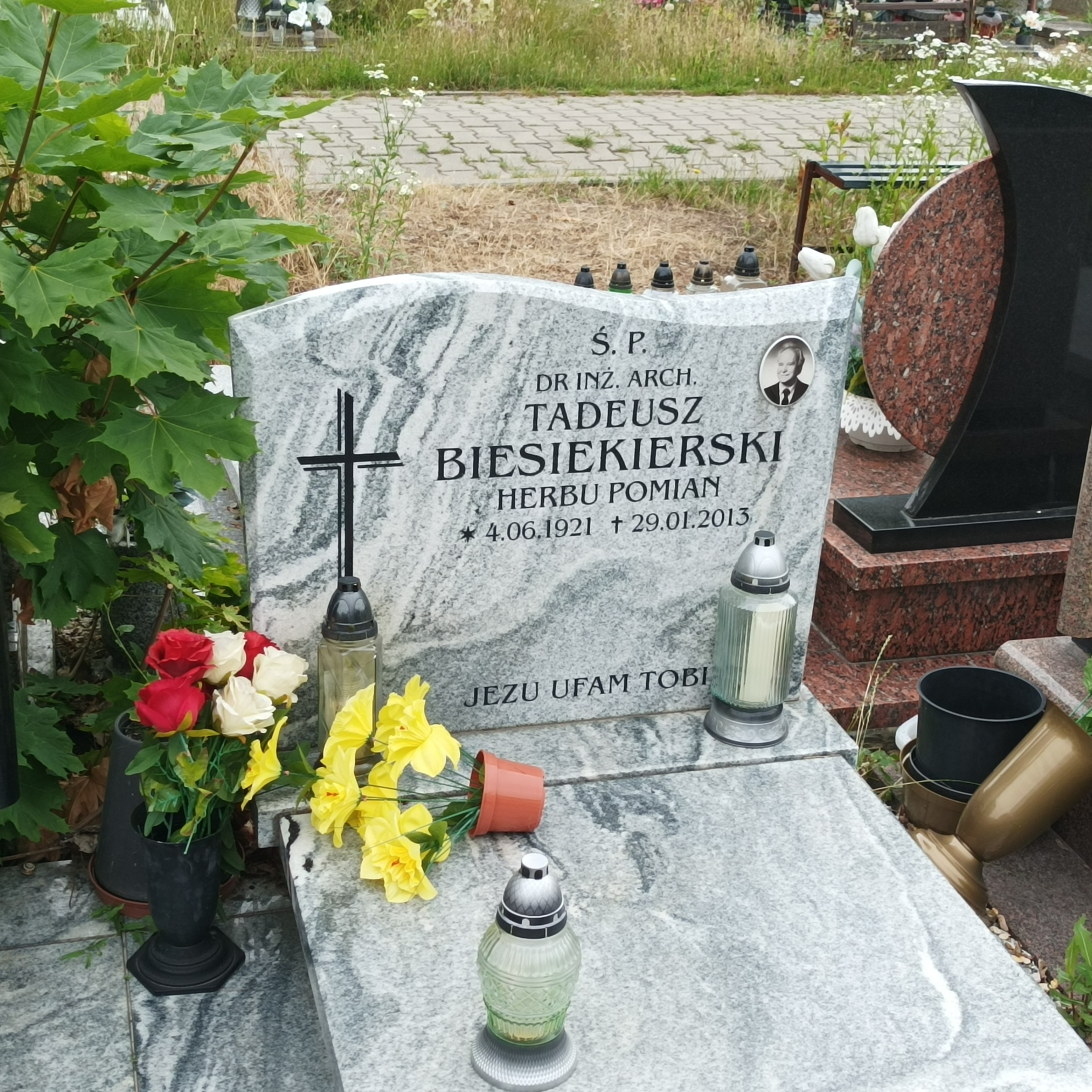
Grób Tadeusza Biesiekierskiego na Cmentarzu Świętej Rodziny we Wrocławiu

## Członkostwo
- Stowarzyszenie Architektów Rzeczypospolitej Polskiej (od 1950)
- Komisja Architektury i Urbanistyki przy wrocławskim oddziale Polskiej Akademii Nauk (od 1984)
- Stowarzyszenia Absolwentów Politechniki Wrocławskiej (od 1978)
- Członek Rady Naukowo-Technicznej przy Ministrze Rolnictwa

## Wybrane projekty
- szkoła podstawowa w Mańczycach – 1956
- szkoła podstawowa w Dusznikach-Zdroju (współautor) – 1960
- kompleks szkolny XI LO we Wrocławiu przy ulicy Spółdzielczej (z arch. Zbigniewem Gumiennym) – 1961
- odbudowa i rozbudowa kościoła św. Stanisława i Najświętszej Marii Panny w Oleśnicy – 1963
- Sanktuarium Golgoty Wschodu we Wrocławiu przy kościele parafialnym O.O. Redemptorystów przy ul. Wittiga 10 – 1996
- rozbudowa kościoła O.O. Redemptorystów w Paczkowie – 1998
- rozbudowa zabytkowego kościoła parafialnego filialnego w Unikowicach – 2001

## Ważniejsze prace naukowe
- „Karta Sudecka” – 1976
- artykuły i raporty poświęcone architekturze regionalnej Sudetów (współautor) – 1982, 1984, 1985, 1987, 1994, 2000
- „Architektura na obszarze Sudetów – Sudety Środkowe, Wschodnie i Pogórze Sudeckie” (współautor) – 1999 (nagroda w konkursie na najlepszą książkę 1999)

## Nagrody i odznaczenia
- Złota Odznaka Politechniki Wrocławskiej – 1971
- Złoty Krzyż Zasługi – 1973
- Krzyż Kawalerski Orderu Odrodzenia Polski – 1983
- „Za zasługi dla województwa wałbrzyskiego” – 1987
- Medal Komisji Edukacji Narodowej – 1991
- 12 nagród JM Rektora Politechniki Wrocławskiej
- Złota Odznaka SARP